# 神經大帝
《神經大帝》（英語：The Madness of King George）是一部1994年的英國歷史劇情片，改編自亞倫·班奈的舞台劇《喬治三世的瘋狂》（The Madness of George III）；電影及舞台劇均是以英國國王喬治三世的生平為藍本，描述喬治三世在1788年因精神問題而必須暫時讓位給他長子喬治的風波。
電影由尼古拉斯·希拿執導，劇本則由亞倫·班奈親自執筆，主要演員有奈吉·霍森、海倫·美蘭及伊恩·荷姆等。

## 劇情
影片描写了国王乔治三世的磨难，他在1788年的一阵瘋癲行為，触动了1788年的摄政危机，引发了支持國王的托利黨首相威廉-皮特（William Pitt the Younger）和支持威爾士親王的輝格黨领袖查尔斯-詹姆斯-福克斯（Charles James Fox）之间的權力爭奪。
某日，国王的生活习惯忽然顯露出怪異的狀態，但出于維護王室的尊嚴，被周圍人掩飾了下來。隨後国王的怪異行為並未好轉，他對政務的認知開始失控，不僅說話明顯增多，還總是異常的亢奮。事实上，国王的精神狀態已經越来越糟糕了，究其原因是丟失北美殖民地一事帶給了他極大的刺激。
国王的长子威爾士親王乔治則樂見於這樣的局面，因為如果國王被認定失去了行為能力，作為長子的他就可以擔任攝政王；況且王子與其父王長期不和，他希望摄政王的地位能让他獲得更多的自由和權力，同時也能夠迎娶他的天主教情妇——菲茨赫伯特夫人，於是便與他的政治盟友福克斯開始了謀劃。王子明知国王精神的失控狀況在公共场合可能会加重，于是安排了一场音乐会，播放國王喜愛的亨德尔的音乐。而国王接下來的舉動正如预期的那样開始陷入了癲狂，他不停地打断音乐家的演奏，還对寝宫侍女彭布罗克夫人毛手毛腳，最后甚至殴打了陰謀陷害他的王子本人。
國王的病情公開化，為他安排治療便理所當然的排上了日程，治疗過程由王子的私人医生沃伦大夫來負責。在18世紀相对原始的医疗環境下，醫生只是採取了拔火罐和清洗身體等老套且收效甚微的方法，病情也隨之不斷地惡化，此時彭布罗克夫人向焦慮萬分的皮特首相推荐了弗朗西斯-威利斯医生。威利斯醫生是一位前神職人員，在治療瘋病方面小有名氣，他试图通过新方法来治疗國王，並為国王的言行舉止制定了严格的規範措施。每当国王出现精神错乱的迹象或以其他方式抗拒治療时，就吩咐侍從把國王綁在椅子上，以禁止他接下來的瘋狂行動和胡言亂語。
与此同时，以福克斯为首的輝格黨反对派提出了一项議案對皮特越来越不受欢迎的保守党內閣發起了衝擊，该議案将赋予王子代替國王摄政的权力，然而卻以微弱劣勢落敗，令王子非常懊惱。大法官Thurlow男爵在此時也发现了王子与天主教情妇秘密结婚，王子連忙向大法官行賄從而收買了他，同時从教堂的花名册上撕下了结婚记录以防曝光這一非法行徑（王室禁止與天主教徒結婚）。
通過威利斯醫生有針對性的治療，国王漸漸恢復了正常，其行為也变得不再那么古怪。隨後在大臣們的鼓勵下，國王及时駕臨议会，在緊要關頭成功阻止了摄政法案的通过。康復后的国王重新恢復了对朝政和家庭的控制权，並迫使王子結束了他的非法婚姻。但随着危机的避免，那些曾与国王最亲近的侍從們被相繼解雇，原因是國王不想讓身邊人知道自己發瘋時的樣子。其後在与皮特首相的谈话中，国王已顯得更加從容，并能有效控制自己的情緒，也不再那么敌视新生的美国，但是在有些不經意的瞬間顯示出他仍然存在精神錯亂的迹象（結尾的字幕顯示，国王很可能患有卟啉症，而这是一种无法治愈的間歇性疾病並且是會遺傳的）。

## 演員表
- 奈吉·霍森 飾 喬治三世
- 海倫·美蘭 飾 夏綠蒂王后
- 伊恩·荷姆 飾 Dr. Willis
- 魯珀特·格雷夫斯 飾 Greville
- 亞曼達·多諾霍 飾 Lady Pembroke
- 路柏·艾弗烈 飾 威爾斯親王
- Julian Rhind-Tutt 飾 約克公爵
- Julian Wadham 飾 喬治三世的首相小威廉·皮特
- Jim Carter 飾 輝格黨MP及反對黨黨魁查爾斯·詹姆士·福克斯

## 提名與獲獎
第67屆奧斯卡金像獎
入圍最佳男主角獎（奈吉·霍森）、最佳女配角獎（海倫·美蘭）及最佳改編劇本獎等，在1995年頒獎禮當晚贏得最佳美術指導獎。
BAFTA獎
康城電影節

## 外部連結
- 互联网电影数据库（IMDb）上《神經大帝》的资料（英文）
- Mikkelson, Barbara & David P.  "神經大帝" at Snopes.com: Urban Legends Reference Pages.
- 豆瓣电影上《神經大帝》的資料 （简体中文）

| 獎項                 | 獎項                                            | 獎項                  |
| -------------------- | ----------------------------------------------- | --------------------- |
| 前任： Shallow Grave | Alexanda Korda Award for Best British Film 1995 | 繼任： Secrets & Lies |